# 一宮市立千秋小学校
一宮市立千秋小学校（いちのみやしりつ ちあきしょうがっこう）は、愛知県一宮市にある公立小学校。

## 概況
- 教育目標は、「健康で、自ら学ぶ、心豊かな児童を育成する」。緑と花の学校を目指し、約20年前から生徒による花壇での花育成活動を行っている。

## 沿革
1961年（昭和36年）に、一宮市立千秋北小学校と一宮市立千秋小学校を統合した小学校である。現在の校舎は1975年（昭和50年）に完成であり、所在地は統合前の一宮市立千秋小学校である。
一宮市立千秋北小学校は、当時の一宮市千秋町字浮野字海道205に存在した。
- 1874年（明治7年）：中島郡佐野村（現・一宮市千秋町佐野）に時習学校が設立される。
- 1875年（明治8年）：中島郡浮野村（現・一宮市千秋町浮野）に奈良学校が設立される。
- 1876年（明治9年）：時習学校と奈良学校が統合され、青木学校になる。
- 1885年（明治18年）：浮野村が青木学校から分離独立。浮野学校になる。
- 1887年（明治20年）：青木学校は亀石学校に改称される。
- 1889年（明治22年）：一色村、浮野村、熊代村、加茂村が合併し、浮野村になる。
- 1889年（明治22年）：佐野村、穂積塚本村、勝栗村が合併し、青木村になる。
- 1892年（明治25年）：浮野学校は浮野尋常小学校、青木学校は青木尋常小学校に改称する。
- 1907年（明治39年）：幼村、豊富村、青木村、浮野村が合併し、千秋村になる。
- 1908年（明治40年）：浮野尋常小学校と青木尋常小学校が統合され、千秋第二尋常小学校になる。本校は旧青木尋常小学校に設置され、旧浮野尋常小学校は千秋第二尋常小学校浮野分教場になる。
- 1910年（明治42年）：千秋第二尋常小学校は千秋第三尋常小学校に改称する。千秋第二尋常小学校浮野分教場は分離独立し、千秋第二尋常小学校に改称する。
- 1911年（明治43年）：千秋第三尋常小学校は千秋尋常小学校に改称する。
- 1941年（昭和16年）：千秋尋常小学校は千秋国民学校、千秋第二尋常小学校は千秋北国民学校に改称する。
- 1947年（昭和22年）：千秋国民学校は千秋村立千秋小学校、千秋北国民学校は千秋村立千秋北小学校に改称する。
- 1955年（昭和30年）：千秋村は一宮市に編入される。これにより一宮市立千秋小学校と一宮市立千秋北小学校に改称する。
- 1961年（昭和36年）：一宮市立千秋小学校と一宮市立千秋北小学校が統合され、一宮市立千秋小学校になる。
- 1981年（昭和56年）：一宮市立千秋東小学校の新設により校区の一部を分離する。

## 通学区域
- 千秋町一色、千秋町浮野、千秋町勝栗、千秋町加茂、千秋町佐野、千秋町天摩、千秋町穂積塚本[1]。

## 進学先中学校
- 一宮市立千秋中学校

## 交通機関
- 生活交通バス千秋ふれあいバス「千秋町出張所」バス停下車